# مارغريتا كوريا أوتشوا
مارغريتا كوريا أوتشوا (بالإسبانية: Margarita Correa Ochoa)‏ هي فنانة كولومبية، ولدت في 11 يوليو 1962 في ميديلين في كولومبيا.